# Burg Glemseck
Die Burg Glemseck, früher Alte Burg genannt, ist eine abgegangene Höhenburg über dem Glemstal auf einer zwischen dem Rohrbach und dem Elendbach auslaufenden Bergzunge, etwa 400 m westlich vom Gasthof Glemseck bei dem heutigen Stadtteil Glemseck der Stadt Leonberg im Landkreis Böblingen in Baden-Württemberg.
Die Burganlage wurde durch Grabungen und Funde auf Mitte des 12. Jahrhunderts datiert und um 1350 wird ein abgegangener Burgstall im „Elend“ erwähnt. Strategisch diente die
Burg einer von Nürtingen her kommenden Heerstraße. Nachdem die strategische Bedeutung der Burgen über dem Glemstal nicht mehr gegeben war, wurden sie zu Sitzen der Württembergischen Forstverwaltung.
Von der ovalen 50 mal 105 m großen Burganlage mit Ringwall und Grabenring zeugen noch der Burghügel und Reste eines Abschnittsgrabens.